# Koko Warner
Koko Warner ist eine US-amerikanische Umweltwissenschaftlerin an der Schnittstelle von Klimawandel und Migration. Sie ist Leiterin des Bereichs „Klimawirkungen, Vulnerabilität und Risiken“ des Programms zur Umwelt- und Klimaanpassung der Klimarahmenkonvention der Vereinten Nationen (UNFCCC).

## Leben
Warner war von 2003 bis 2006 wissenschaftliche Mitarbeiterin des Eidgenössischen Instituts für Schnee- und Lawinenforschung. Von 2006 bis 2016 leitete sie die Abteilung für Umweltmigration, soziale Verwundbarkeit und Anpassung am Institut für Umwelt- und menschliche Sicherheit der Universität der Vereinten Nationen.

## Wirken
Warners Forschung befasst sich mit Strategien des Risikomanagements zur Umwelt- und Klimaanpassung; insbesondere untersucht sie Methoden zur Identifizierung und Messung umweltbedingter Migration und die Fähigkeit von Gesellschaften, Volkswirtschaften und der Umwelt zur Bewältigung von Naturkatastrophen. Warners Forschung zeigt auf, dass die Klimakrise zu Migrationsbewegungen führen wird. So betonte sie: 

„Wechselndes Wetter, Überschwemmungen und Dürren bedrohen vielerorts zunehmend die Sicherheit und den Lebensunterhalt der Menschen. Das führt dazu, dass viele Familien überlegen müssen, ob sie bleiben können, wo sie sind, oder versuchen müssen, woanders zu leben.“

Sie äußert sich öffentlich auch über ihre ganz persönliche Sorge um die Klimakrise. So sagte sie einmal: „Ich habe viel Schlaf verloren über das, was die Wissenschaft sagt. Für mich als Mensch ist es ziemlich beängstigend. Wir müssen dringend handeln.“ Sie befasst sich zudem mit Klimaversicherungen.
Warner ist eine der Verfasserinnen des Fünften Sachstandsberichts des Weltklimarates IPCC (IPCC) und weiter ist sie Vorstandsmitglied der Munich Climate Insurance Initiative (MCII).
Der Internationale Wissenschaftsrat nannte sie 2014 in seiner Liste der „20 Frauen, die in der Klimadebatte für Aufmerksamkeit sorgen“ und beschrieb sie als eine weltweit anerkannte Autorität für Klimawandel und Migration.

## Publikationen (Auswahl)
- K. Warner: Global environmental change and migration: Governance challenges. In: Global environmental change. Band 20, Nr. 3, 2010, S. 402–413. doi:10.1016/j.gloenvcha.2009.12.001
- K. Warner, T. Afifi: Where the rain falls: Evidence from 8 countries on how vulnerable households use migration to manage the risk of rainfall variability and food insecurity. In: Climate and Development. Band 6, Nr. 1, 2014, S. 1–17. doi:10.1080/17565529.2013.835707
- N. Watts u. a.: Health and climate change: policy responses to protect public health. In: The Lancet. Band 386, Nr. 10006, 2015, S. 1861–1914. doi:10.1016/S0140-6736(15)60854-6